# Chadwell St Mary
Chadwell St Mary – wieś w Anglii, w hrabstwie ceremonialnym Essex, w dystrykcie (unitary authority) Thurrock. Leży 30 km na południe od miasta Chelmsford i 35 km na wschód od Londynu. W 2001 miejscowość liczyła 9631 mieszkańców.